# Torre Banco de la Provincia de Buenos Aires
La Torre Banco de la Provincia de Buenos Aires es un edificio en torre de oficinas de estilo moderno, ubicado en la esquina de las calles Bartolomé Mitre y San Martín, en el centro financiero de la ciudad de Buenos Aires, Argentina.
Fue diseñado por los arquitectos Adolfo Estrada, Juan Carlos Alonso y Carmen Montes de Barani e inaugurado en 1984 para alojar la sede administrativa del Banco de la Provincia de Buenos Aires en la Capital Federal.

## Galería

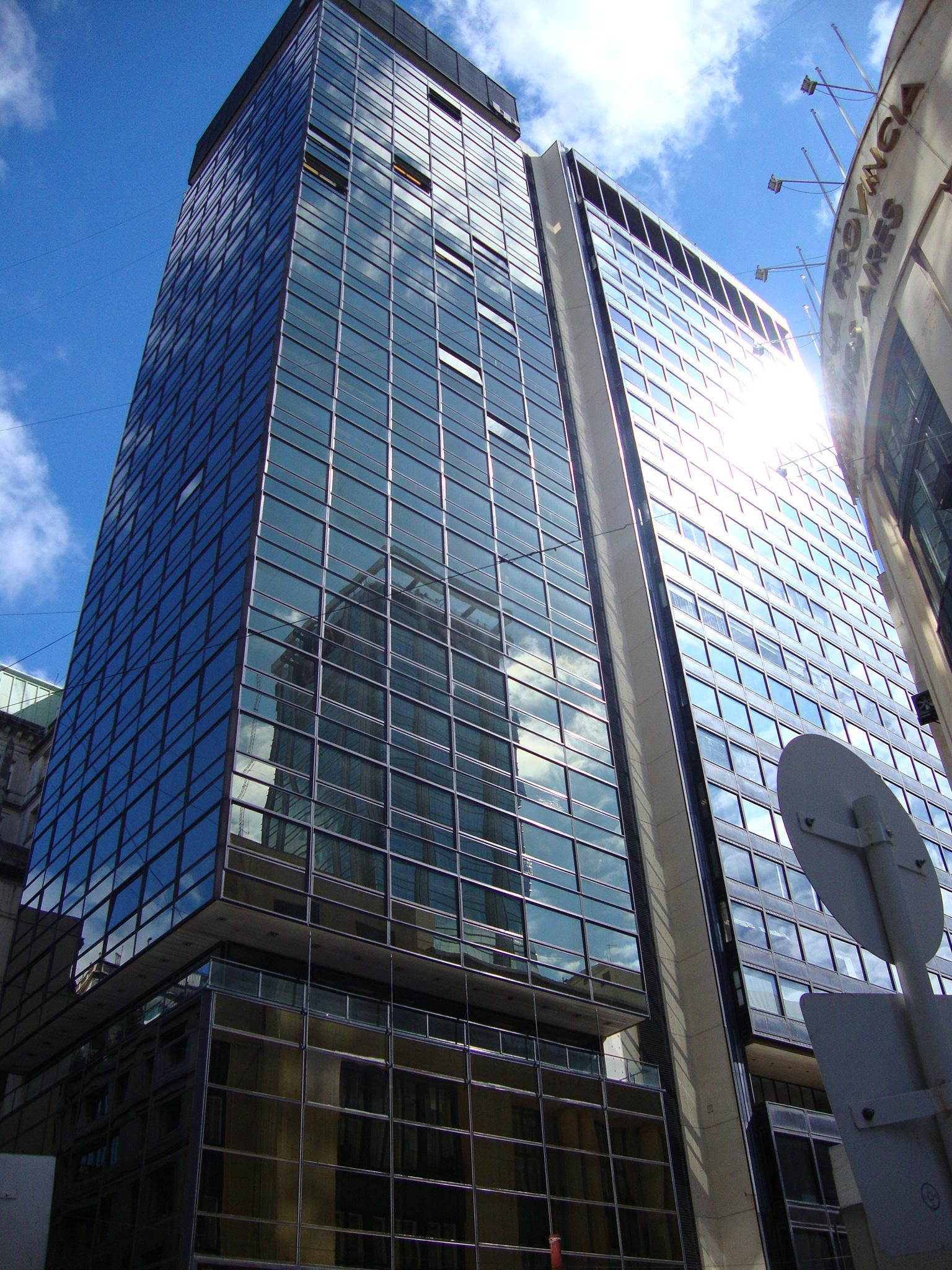
Vista desde la base
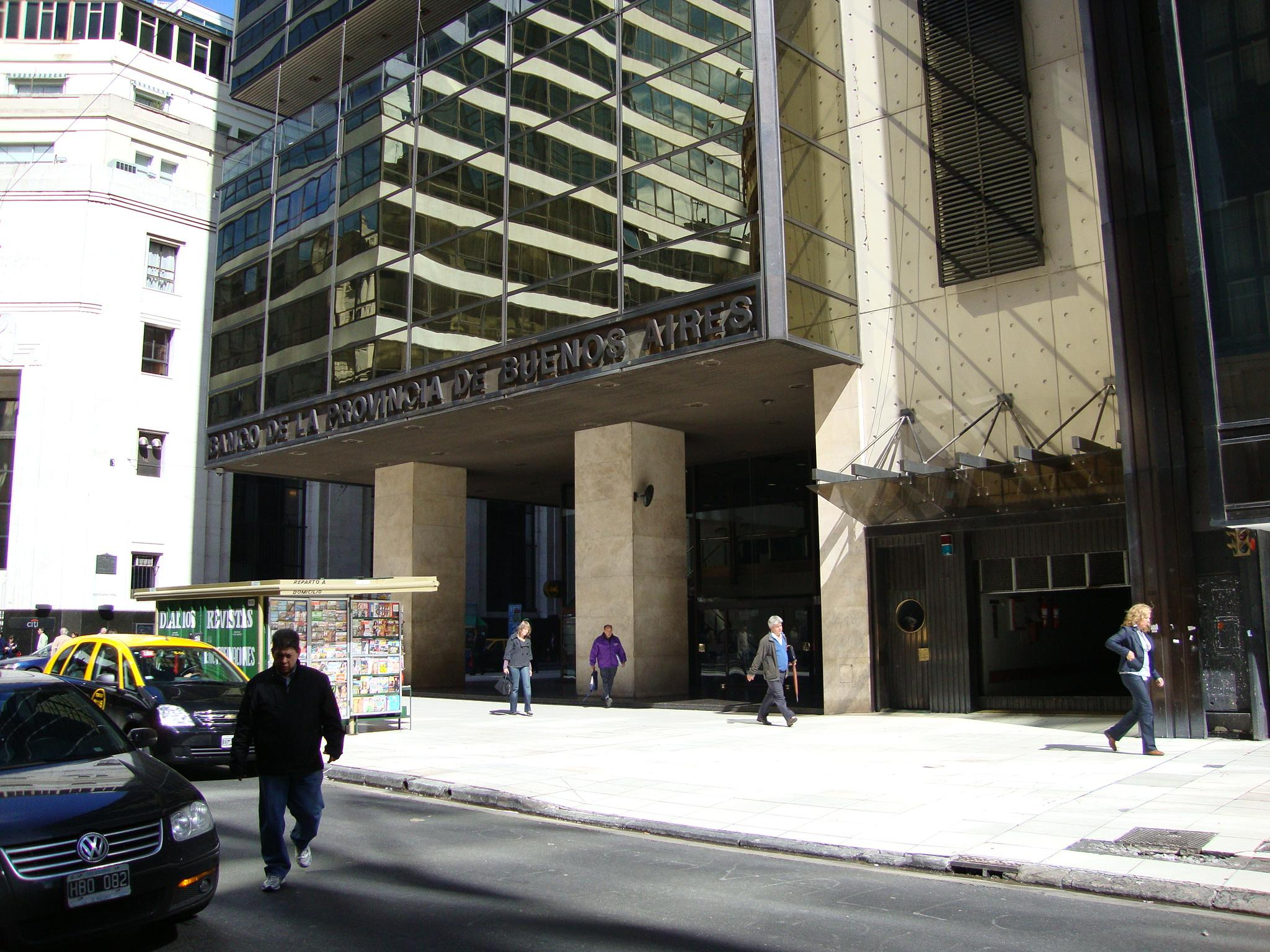
Entrada al edificio